# Vermessungspflock

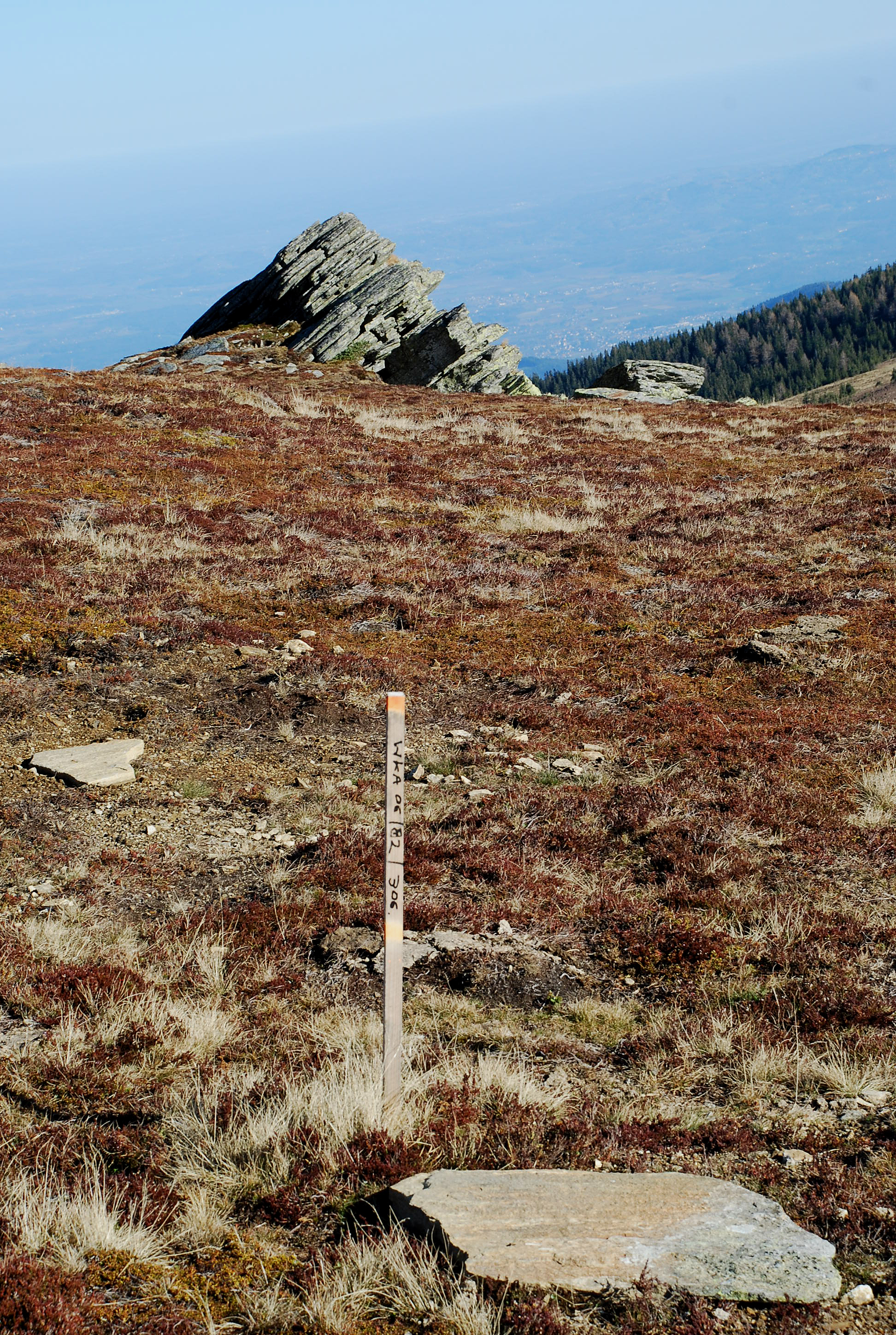
Vermessungspflock in Österreich

Ein Vermessungspflock oder Vermessungspfosten ist aus Holz oder Kunststoff, hat meist rechteckigen Querschnitt und ist unten angespitzt und oben farbig markiert. Mit ihnen werden zum Beispiel Grenzsteine nach einer Katastervermessung oder Positionen, also Ecken und Verläufe vermessener Flächen, Linien oder Abständen, beispielsweise einzelne Grundstücke nach einer Flurbereinigung markiert. Häufig werden diese Pflöcke auch erneuert, um ein erneutes Auffinden bestimmter Punkte sicherzustellen. Wichtig sind sie besonders wenn Gras über Grenzsteine gewachsen ist.
Pflöcke können mit einem passend schweren Hammer oder Stein in fast jeden unversiegelten Boden eingeschlagen werden, trockener harter Boden kann mit einem zugespitzten Eisenstab vorgebohrt werden.
Für Asphalt und Fuge einer Straßenpflasterung bietet sich das Einschlagen eines Vermessungsnagels mit etwa 25 mm Kopfdurchmesser an. Für Erdreich gibt es verzinkte Nägel mit 80 mm Kopfdurchmesser aus gewölbtem Blech und einem angeschweissten Schaft aus Stahlrohr mit 20 mm Durchmesser und etwa 300 mm Länge. Beide Varianten sind verzinkt, werden fast flächenbündig eingeschlagen und können gut überfahren oder übergangen werden.
In Beton oder Fels empfiehlt sich Vorbohren mit einem Pneumatik-Bohrhammer, die es seit einigen Jahren schon mit Akkubetrieb gibt. Handsteinbohrer für 6–10 mm Durchmesser und Hammer sind etwas leichter und funktionieren dank Muskelkraft völlig autark. Bei Hartgestein wird jegliches Bohren mühsam.

## Form und Farbe

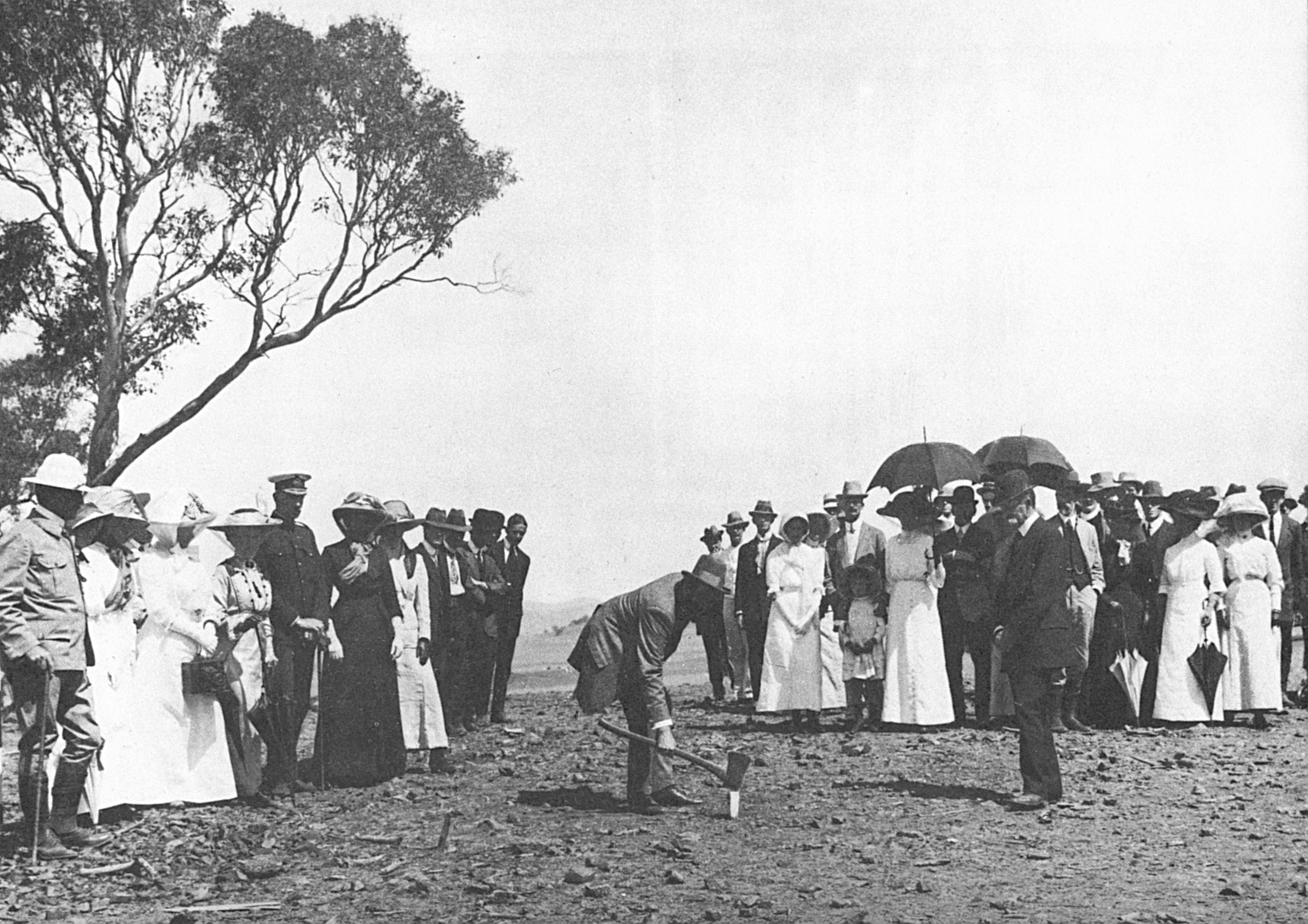
Australiens Innenminister King O’Malley schlägt den ersten Vermessungspfosten für die neue Hauptstadt Canberra ein. (1913)

Die in Deutschland üblichen Vermessungspflöcke sind meist rechteckig mit einem Querschnitt von 24 mm × 44 mm oder 18 mm × 46 mm und einer Länge von 300–1000 mm. Vermessungspflöcke sind meist aus Nadelholz gefertigt und unten vierflächig angespitzt. Die Oberfläche ist gelegentlich einseitig gehobelt, um eine spätere Beschriftung mit einem wasserfesten Filzstift zu ermöglichen.
In Österreich sind die auf Grund von Vermessungsarbeiten gesetzten Vermessungszeichen einschließlich Grenzzeichen (u. a. Pflöcke) an Ort und Stelle zu belassen und sohin weder zu beschädigen noch zu entfernen.
In Australien ist der Vermessungspflock meist quadratisch (50 mm im Stadtgebiet und 75 mm im ländlichen Raum) und ragt zwischen 50 und 100 mm aus dem Boden heraus. Er ist meist weiß und trägt oft die Losnummer in schwarz.